# Lew Gerrard
Pour les articles homonymes, voir Gerrard.
Lewis Albert Gerrard est un ancien joueur néo-zélandais de tennis né Auckland le 5 avril 1938.

## Carrière
Titré en 1959 au Championnat de tennis de Bournemouth contre William Knight, 3–6, 2–6, 6–2, 7–5, 9–7
Finaliste en 1965 à Beckenham au Kent Championships contre John Newcombe, 6-3, 6-1.
En 1965 à South Orange il sauve 10 balles de matchs face au no 1 mondial amateur Roy Emerson pour finalement perdre le match 8-6, 10-12, 6-1.
En 1966 il atteint les quarts de finale de l'Open d'Australie et perd contre Fred Stolle.
Après 1968 il joue en Grand Chelem à l'US Open en 1968 et 1969.
Joueur de Coupe Davis de 1957 à 1966 avec l'équipe néo-zélandais.
Il est devenu entraineur et agent immobilier à Winston-Salem,.